# Attila Fiola
Attila Csaba Fiola, född 17 februari 1990 i Szekszárd, är en ungersk fotbollsspelare som spelar för MOL Fehérvár. Han representerar även Ungerns fotbollslandslag.